# ロイヒテンベルク公

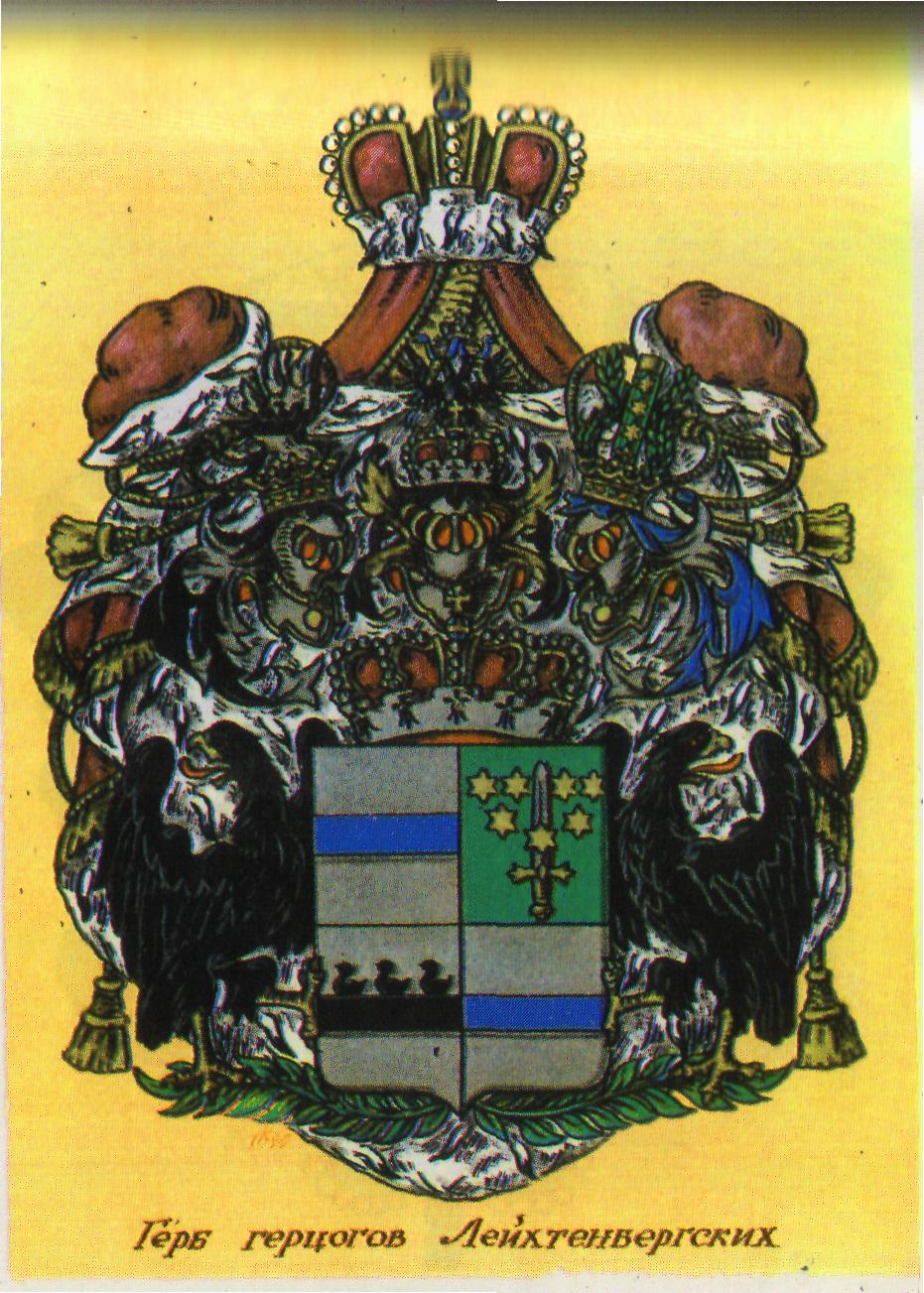
ロイヒテンベルク公爵家の紋章

ロイヒテンベルク公（独: Herzog von Leuchtenberg；露: Герцог Лейхтенбергский）は、ドイツのバイエルン王国において創設された公爵位。1817年11月14日に、ウジェーヌ・ド・ボアルネに与えられた。
ウジェーヌはフランス皇帝ナポレオン1世の継息子・養子で、継父からライン地方のフランクフルト大公国（Großherzogtum Frankfurt）やイタリア王国の統治を任されていた。ナポレオンの没落後、義父であるバイエルン王マクシミリアン1世は、地位を失ったウジェーヌに対する補償としてロイヒテンベルク公爵位を授け、同時に半独立的なアイヒシュテット侯領（Fürstentum Eichstätt）を授けた。
第2代公爵のオーギュストはポルトガル女王マリア2世の最初の王配となったが、ポルトガル王家に継嗣をもたらさないまま早世した。
その弟の第3代公爵マクシミリアンは、ロシア皇帝ニコライ1世の長女マリヤ・ニコラエヴナとの結婚によってロシア皇室の一員となり、敬称も「諸侯家の殿下（Durchlaucht/Светлость）」から「皇帝家の殿下（Kaiserliche Hoheit/Императорское Величество）」へと昇格した。以後、ロイヒテンベルク公爵家は事実上は広義のロシア皇帝家に属した。1855年、第4代公爵ニコライ・マクシミリアノヴィチはバイエルンのアイヒシュテット侯領を放棄した。
1890年、第4代公爵ニコライはロシア皇帝アレクサンドル3世によりロシア貴族の爵位であるロイヒテンベルク公爵位を授けられた。この爵位はあくまで儀礼的なもので、付属の領地などを伴わなかった。バイエルン側の公爵位は、ニコライの弟エヴゲーニイに相続されたが、ロシア側の公爵位は、ニコライが貴賤結婚によって儲けた息子ニコライに受け継がれた。
2つのロイヒテンベルク公爵位は1917年と翌1918年のロシアとドイツにおける共和制移行により、名目上のものとなった。バイエルン側の公爵位は1974年に継嗣が絶えたが、ロシア側の公爵位は現在も相続人が存在する。

## ロイヒテンベルク公（1817年 - 1918年、バイエルン）
| 肖像 | 名前                                                          | 生没年                         | 付記                                                                 | 配偶者                                              |
| ---- | ------------------------------------------------------------- | ------------------------------ | -------------------------------------------------------------------- | --------------------------------------------------- |
|      | オイゲン （在位1817年 - 1824年）                              | 1781年9月3日 - 1824年2月21日   | イタリア副王（在位1805年 - 1814年） フランクフルト大公（在位1813年） | アウグステ・フォン・バイエルン                      |
|      | アウグスト （在位1824年 - 1835年）                            | 1810年12月9日 - 1835年3月28日  | 初代公爵オイゲンの長男 ポルトガル王配（在位1835年）                  | ポルトガル女王マリア2世                             |
|      | マクシミリアン （在位1835年 - 1852年）                        | 1817年10月2日 - 1852年11月1日  | 初代公爵オイゲンの次男                                               | ロシア皇帝ニコライ1世女 マリヤ・ニコラエヴナ        |
|      | ニコラウス （在位1852年 - 1891年）                            | 1843年8月7日 - 1891年1月6日    | 第3代公爵マクシミリアンの長男                                        | ナジェジダ・アネンコーヴァ                          |
|      | オイゲン （在位1891年 - 1901年）                              | 1847年2月8日 - 1901年8月31日   | 第3代公爵マクシミリアンの次男                                        | ダリヤ・オポチニナ ジナイーダ・スコベレヴァ         |
|      | ゲオルグ （在位1901年 - 1912年）                              | 1852年2月29日 - 1912年5月16日  | 第3代公爵マクシミリアンの四男                                        | テレーザ・オリデンブルクスカヤ スタナ・ペトロヴィチ |
|      | アレクサンダー （在位1912年 - 1918年、名目上1918年 - 1942年） | 1881年11月13日 - 1942年9月26日 | 第6代公爵ゲオルグの長男                                              | ナジェジダ・カラーリ                                |
|      | ゼルギウス （名目上1942年 - 1974年）                          | 1890年7月16日 - 1974年1月7日   | 第6代公爵ゲオルグの次男                                              |                                                     |

## ロイヒテンベルク公（1890年 - 1917年、ロシア）
- ニコライ（在位1890年 - 1891年） - バイエルンの第4代ロイヒテンベルク公爵
- ニコライ（在位1891年 - 1917年、名目上1917年 - 1928年） - 初代公爵ニコライの長男
- ニコライ（名目上1928年 - 1937年） - 第2代公爵ニコライの長男
- ニコライ（名目上1937年 - ） - 第3代公爵ニコライの長男